# Ferrari F2008
Ferrari F2008 — болід, розроблений і зібраний командою «Феррарі» для участі в чемпіонаті світу з автоперегонів у класі Формула-1. Презентація машини відбулася 6 січня 2008 року в Маранелло.

Новинку журналістам представили:
- Стефано Доменікалі — голова Gestione Sportiva;
- Альдо Коста — технічний директор;
- Жиль Саймон — головний моторист;
- Маріо Альмондо — операційний директор;
- Кімі Ряйкконен;
- Феліпе Масса.

## Спонсори
|  | - Philip Morris - Fiat - Shell - Alice - Bridgestone | - Etihad - AMD - Martini - Acer - Mubadala |

## Офіційні постачальники
| - Magnetti Marelli - Mahle - IIR - SKF - Europecar - Iveco - NGK - Finmeccanica | - Puma - Tata - Brembo - BBS - Selex - Sabelt - TRW Automotive - Microsoft |